# Champions de France de natation en bassin de 50 m du 50 m brasse

## 50 mètres brasse messieurs
| Championnat | Lieu                   | Athlète                            | Naissance | Âge   | Club                            | Temps           |
| ----------- | ---------------------- | ---------------------------------- | --------- | ----- | ------------------------------- | --------------- |
| 1984 hiver  | Strasbourg             | Eric Gastaldello                   |           |       | USB Longwy                      | 30 s 00 RF      |
| 1984 été    | Paris Georges Vallerey | Nicolas Boucher                    |           |       | Dauphins du TOEC                | 30 s 17         |
| 1985 hiver  | Aix-en-Provence        | Thierry Pata                       |           |       | Natation 66                     | 30 s 02         |
| 1985 été    | Dunkerque              | Nicolas Boucher                    |           |       | Dauphins du TOEC                | 29 s 41 RF      |
| 1986 hiver  | Rennes                 | Francis Barrière                   | 1964      | 21    | Enfants de Neptune de Tours     | 29 s 60         |
| 1986 été    | Millau                 | Francis Barrière                   | 1964      | 22    | Enfants de Neptune de Tours     | 29 s 92         |
| 1987 hiver  | Mulhouse               | Nicolas Boucher                    |           |       | Dauphins du TOEC                | 30 s 14         |
| 1987 été    | Strasbourg             | David Leblanc                      |           |       | Racing Club de France           | 29 s 50         |
| 1988 hiver  | Vittel                 | David Leblanc                      |           |       | Racing Club de France           | 29 s 36 RF      |
| 1988 été    | Dunkerque              | Thierry Pata                       |           |       | Natation 66                     | 30 s 05         |
| 1989 hiver  | Forbach                | Cédric Pénicaud                    |           |       | OC Limoges                      | 29 s 55         |
| 1989 été    | Paris Georges Vallerey | Cédric Pénicaud                    |           |       | OC Limoges                      | 29 s 45         |
| 1990 hiver  | La Rochelle            | Cédric Pénicaud                    |           |       | OC Limoges                      | 29 s 37         |
| 1990 été    | Narbonne               | Cédric Pénicaud                    |           |       | OC Limoges                      | 29 s 24         |
| 1991 hiver  | Saint-Étienne          | Christophe Bourdon                 |           |       | Dauphins de Créteil             | 29 s 24         |
| 1991 été    | Millau                 | Stéphane Vossart                   |           |       | AAE Péronne                     | 29 s 28         |
| 1992 hiver  | Dunkerque              | Stéphane Vossart                   |           |       | AAE Péronne                     | 28 s 96 RF      |
| 1992 été    | Mennecy                | Vladimir Latocha                   |           |       | Dauphins du TOEC                | 29 s 50         |
| 1993 hiver  | Mennecy                | Vladimir Latocha                   |           |       | Dauphins du TOEC                | 29 s 25         |
| 1993 été    | Paris Georges Vallerey | Vladimir Latocha                   |           |       | Dauphins du TOEC                | 29 s 07         |
| 1994 hiver  | Lille                  | Vladimir Latocha                   |           |       | Dauphins du TOEC                | 28 s 82 RF      |
| 1994 été    | Aix-les-Bains          | Guillaume Ycard                    | 1973      | 21    | Dauphins du TOEC                | 29 s 08         |
| 1995 hiver  | Mennecy                | Stéphane Vossart                   |           |       | AAE Péronne                     | 29 s 04         |
| 1995 été    | Canet-en-Roussillon    | Vladimir Latocha                   |           |       | Dauphins du TOEC                | 28 s 81 RF      |
| 1996 hiver  | Dunkerque              | non disputé                        |           |       |                                 |                 |
| 1996 été    | Montpellier            | non disputé                        |           |       |                                 |                 |
| 1997        | Mennecy                | non disputé                        |           |       |                                 |                 |
| 1998        | Amiens                 | non disputé                        |           |       |                                 |                 |
| 1999        | Dunkerque              | non disputé                        |           |       |                                 |                 |
| 2000        | Rennes                 | non disputé                        |           |       |                                 |                 |
| 2001        | Chamalières            | non disputé                        |           |       |                                 |                 |
| 2002        | Chalon-sur-Saône       | Hugues Duboscq                     | 1981      | 21    | Cercle des nageurs du Havre     | 28 s 53         |
| 2003        | Saint-Étienne          | Hugues Duboscq                     | 1981      | 22    | Cercle des nageurs du Havre     | 28 s 54         |
| 2004        | Dunkerque              | James Gibson (open) Hugues Duboscq | 1980 1981 | 24 23 | Royaume-Uni CS Clichy 92        | 28 s 08 28 s 21 |
| 2005        | Nancy                  | Hugues Duboscq                     | 1981      | 24    | Cercle des nageurs du Havre     | 28 s 19         |
| 2006        | Tours                  | Hugues Duboscq                     | 1981      | 25    | Cercle des nageurs du Havre     | 28 s 59         |
| 2007        | Saint-Raphaël          | Hugues Duboscq                     | 1981      | 26    | Cercle des nageurs du Havre     | 28 s 64         |
| 2008        | Dunkerque              | non disputé                        |           |       |                                 |                 |
| 2009        | Montpellier            | Giacomo Perez-Dortona              | 1989      | 20    | Cercle des nageurs de Marseille | 27 s 36 RF      |
| 2010        | Saint-Raphaël          | Maxime Bussière                    | 1987      | 23    | Cercle des nageurs de Marseille | 28 s 10         |
| 2011        | Strasbourg             | Giacomo Perez-Dortona              | 1989      | 22    | Cercle des nageurs de Marseille | 27 s 56         |
| 2012        | Dunkerque              | Giacomo Perez-Dortona              | 1989      | 23    | Cercle des nageurs de Marseille | 27 s 83         |
| 2013        | Rennes                 | Giacomo Perez-Dortona              | 1989      | 24    | Cercle des nageurs de Marseille | 27 s 77         |
| 2014        | Chartres               | Florent Manaudou                   | 1990      | 24    | Cercle des nageurs de Marseille | 27 s 66         |